# Luisa Battistotti Sassi
Luisa Battistotti Sassi (Stradella, 26 febbraio 1824 – San Francisco, 1876) è stata una patriota italiana.
Si è distinta come combattente durante le cinque giornate di Milano (18-22 marzo 1848).

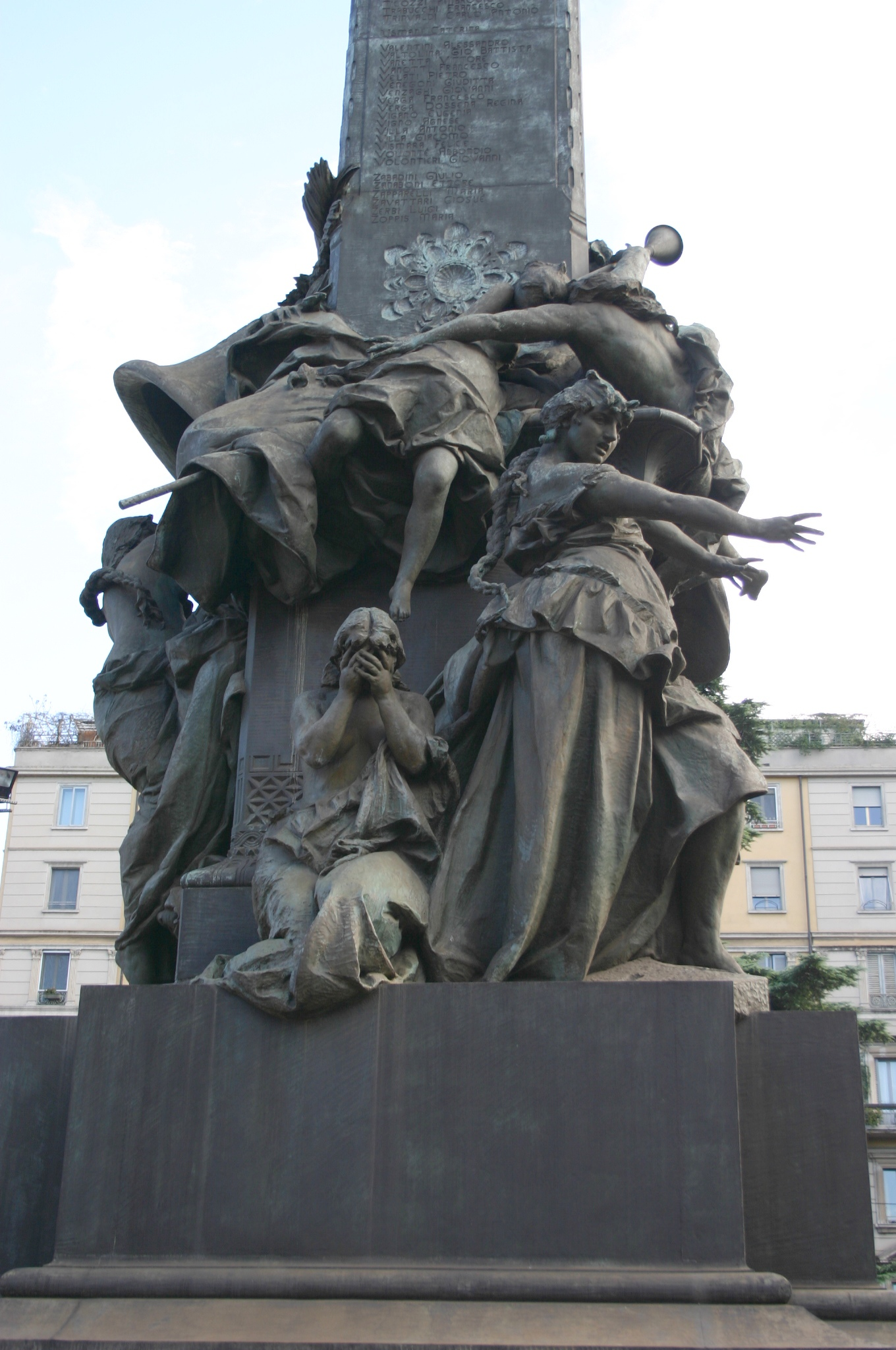
Monumento alle cinque giornate (1895)

Luisa Battistotti

## Il contributo alle 5 giornate di Milano
Secondo quanto documentato dalle cronache del tempo, la Battistotti domenica 19 marzo:
(Brondoni, 2001)
Un altro episodio è riportato da Renata Pescanti nella sua monografia sulle donne del risorgimento. La Battistotti, all'epoca ventiquattrenne, vestita da uomo, eresse nel suo quartiere una barricata, raccogliendo intorno a sé un centinaio di concittadini che in un duro combattimento riuscirono ad avere la meglio sulla resistenza austriaca in tutta la zona compresa fra S. Celso, S. Eustachio e Porta Ticinese.

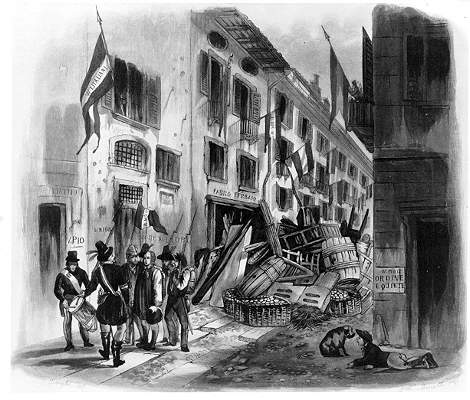
Barricata in una via di Milano

Che il contributo della Battistotti all'insurrezione sia stato di grande rilevanza è comprovato da due fatti documentati. Il primo è che solo a lei, e al calzolaio Pasquale Sottocorno, è stato riservato il privilegio di sedere in prima fila, insieme alle autorità, nel Duomo di Milano per il solenne "Te Deum" celebrato dopo la cacciata degli austriaci. Il secondo è che solo per lei, e per il citato Sottocorno, il Governo Provvisorio decise la concessione di una pensione.
La Battistotti però non riuscì mai a riscuotere la sua meritata pensione perché il rientro degli Austriaci a Milano la costrinse all'esilio. Dapprima si rifugiò in Piemonte ma in seguito emigrò negli Stati Uniti dove si persero le sue tracce.
In memoria del suo contributo all'insurrezione le è stata dedicata una via di Milano.